# ハワイアンイメージ
ハワイアンイメージ（1977年5月22日 - 1990年10月14日）は、日本中央競馬会に所属していた競走馬・種牡馬。
1980年の皐月賞馬。他の重賞勝ち鞍にラジオたんぱ賞と福島記念があり、八大競走に連なる路線よりも、ローカル開催やダート競走を転戦した異色のクラシックホースである。最高570kg台の巨体の持ち主で、ダート・重馬場を得意としたことから「重戦車」の異名を取った。主戦騎手は増沢末夫。
半姉にスプリンターズステークスを連覇したメイワキミコ（父ギャラントマン）、半妹にカブトヤマ記念優勝馬プロメイド（父マルゼンスキー）がいる。
※馬齢は、2000年以前に使用された旧表記（数え年）で統一する。

## 経歴
1977年5月22日、北海道新冠郡新冠町の明和牧場で誕生。幼駒の頃から雄大かつバランスの良い好馬体を持ち、育成調教も順調にこなして、往年の名騎手であった中村一雄場長からも「2億円は稼げる」と見込まれた期待馬であった。競走年齢の3歳に達した1979年、牧場オーナーである鬼島力也の所有馬として、美浦・鈴木勝太郎厩舎に入った。

### 戦績
同年12月5日に中山の新馬戦で増沢を鞍上にデビューし、初戦は548kgと身体が絞れていなかったこともあり、後方のまま12着と大敗。しかし翌々週に8kg減で臨んだ2戦目で初勝利を挙げると、以後年を跨いで3連勝を挙げた。この間に鬼島の友人である関山正（名義は株式会社大関）へ1500万円で譲渡され、馬主が交代している。
その後はクラシック初戦・皐月賞を目標に重賞戦線へ臨み、2月の東京4歳Sでは8着に終わったが、続いて重馬場で行われた弥生賞を3着、不良馬場で行われたスプリングSを2着と成績を上げ、4月13日に皐月賞へ臨んだ。
当日の中山は豪雨に見舞われ、増沢が「芝コースの内側は、水田のような泥んこ状態」と言うほどに馬場状態は悪化。こうした中でハワイアンイメージは単勝4番人気、複勝では1番人気に支持された。スタートが切られると先行集団の中を進み、第3コーナー手前で1番人気のトウショウゴッドが故障を発生して競走を中止すると、この後に2番手に進出。最後の直線では大外に持ち出し、逃げ粘る同馬主のハワイアンジュエルを捉えた。残り150m付近からは後方から進出したオペックホースと馬体を接して激しく競り合ったが、ゴールではクビ差抜け出して優勝を果たした。走破タイム2分10秒2は、中央競馬会が発足した1954年以降で2番目に遅い記録であった。増沢は勝因として「トウショウゴッドの競走中止、不良馬場、ゴール前の競り合い」という3点を挙げ、「こうした条件が揃わなかったら、とても皐月賞は取れなかったと思う」と回想している。なお、増沢はハイセイコー（1973年）に続く皐月賞2勝目、管理調教師の鈴木はクモノハナ（1950年）、ハイセイコーに続く同3勝目であった。
続いては二冠を目指して東京優駿に出走するが、良馬場となった当日は、皐月賞馬であるにもかかわらず6番人気の評価で、結果もオペックホースの14着と大敗を喫した。その後は、二線級馬の巻き返しの場所として、俗に「残念ダービー」と呼ばれていた福島のラジオたんぱ賞に出走した。クラシックホースが福島に姿を見せたのはこれが初めての例であり、スポーツ紙には「クラシック馬が福島に来てくれるとは、とてもありがたい」という場長の談話も寄せられた。当日はダービー5着のハーバーシャレード、優駿牝馬4着の牝馬ジュウジアローに次ぐ3番人気と、皐月賞馬としては低い評価だった。しかし先行策から直線入り口で先頭に立ち、そのままゴールに流れ込んで重賞2勝目を挙げた。
真夏の休養を経て秋に復帰し、三冠最終戦の菊花賞には目もくれず、菊花賞と同日に福島で行われる福島民友Cから始動。鈴木は「チャンスのある福島に来た方が馬のため」であり、また「日本一熱心な福島のファンに喜んでもらえる」と述べたという。レースは逃げ切り勝利で、続いて不良馬場で行われた福島記念も連勝した。年末にはグランプリの有馬記念に出走したが、ホウヨウボーイの7着となってシーズンを終えた。当年の収得賞金は1億2578万3500円で、年度の最多賞金収得馬となった。
1981年以降も芝の表舞台よりローカルやダート戦に数多く出走し、6歳時に骨折による長期休養がありながらも、8歳まで現役を続け、OP特別など4勝を加えた。競走生活晩年はしばしば最下位に沈むなど精彩を欠き、1984年2月の第1回フェブラリーHで7着となったのを最後に引退。同年3月4日に中山で引退式が行われた。総獲得賞金は2億1500万円あまりと、中村の見立てが当たった結果となった。

### 引退後
引退後は故郷・明和牧場で種牡馬となった。2年目以降は毎年50頭前後との交配をこなすなど一定の人気を集め、初年度産駒からはOP特別2勝、重賞のエプソムカップでも3着となったハワイアンコーラルが出た。しかし1990年10月、放牧中に転倒して右後脚の大腿骨を骨折。予後不良と診断され、安楽死の措置が取られた。14歳（現表記13歳）没。

## 競走成績
| 年月日 | 年月日 | 年月日 | 開催場 | 競走名              | 格   | 頭数 | 人気 | 着順 | 距離（状態）  | タイム | 着差    | 騎手     | 斤量 [kg] | 馬体重 [kg] | 勝ち馬/（2着馬）       |
| ------ | ------ | ------ | ------ | ------------------- | ---- | ---- | ---- | ---- | ------------- | ------ | ------- | -------- | --------- | ----------- | ---------------------- |
| 1979.  | 12.    | 02     | 中山   | 新馬                |      | 15   | 6    | 12着 | 芝1600m（稍） | 1:43.4 | 2.6秒   | 増沢末夫 | 53        | 548         | ホースメンヤマト       |
|        | 12.    | 15     | 中山   | 新馬                |      | 13   | 7    | 01着 | 芝1200m（良） | 1:11.8 | 1 1/2身 | 増沢末夫 | 53        | 540         | （タニミサイル）       |
| 1980.  | 01.    | 05     | 中山   | 400万下             |      | 16   | 1    | 01着 | ダ1700m（不） | 1:47.2 | 1/2身   | 増沢末夫 | 54        | 536         | （ウエスタンドン）     |
|        | 01.    | 19     | 中山   | 若竹賞              |      | 14   | 1    | 01着 | ダ1700m（良） | 1:46.8 | 3 1/2身 | 増沢末夫 | 56        | 530         | （シンボリカンパニー） |
|        | 02.    | 10     | 東京   | 東京4歳S            |      | 9    | 6    | 08着 | 芝1800m（良） | 1:51.9 | 2.7秒   | 増沢末夫 | 55        | 526         | リンドタイヨー         |
|        | 03.    | 02     | 中山   | 弥生賞              |      | 10   | 6    | 03着 | 芝1800m（重） | 1:52.2 | 0.2秒   | 増沢末夫 | 55        | 520         | トウショウゴッド       |
|        | 03.    | 23     | 中山   | スプリングS         |      | 15   | 3    | 02着 | 芝1800m（不） | 1:54.4 | 0.1秒   | 増沢末夫 | 56        | 514         | サーペンプリンス       |
|        | 04.    | 17     | 中山   | 皐月賞              |      | 16   | 4    | 01着 | 芝2000m（不） | 2:10.2 | クビ    | 増沢末夫 | 57        | 514         | （オペックホース）     |
|        | 05.    | 25     | 東京   | 東京優駿            |      | 27   | 6    | 14着 | 芝2400m（良） | 2:30.0 | 2.2秒   | 増沢末夫 | 57        | 514         | オペックホース         |
|        | 06.    | 22     | 福島   | ラジオたんぱ賞      |      | 10   | 3    | 01着 | 芝1800m（良） | 1:50.7 | 1/2身   | 増沢末夫 | 58        | 524         | （インターグランプリ） |
|        | 11.    | 09     | 福島   | 福島民友C           |      | 8    | 1    | 01着 | 芝1800m（良） | 1:48.5 | 1/2身   | 増沢末夫 | 56        | 540         | （グリーンチドリ）     |
|        | 11.    | 23     | 福島   | 福島記念            |      | 9    | 1    | 01着 | 芝2000m（不） | 2:06.0 | 1/2身   | 増沢末夫 | 57        | 542         | （キタノリキオー）     |
|        | 12.    | 21     | 中山   | 有馬記念            |      | 12   | 8    | 07着 | 芝2500m（良） | 2:34.4 | 0.7秒   | 増沢末夫 | 55        | 538         | ホウヨウボーイ         |
| 1981.  | 01.    | 05     | 中山   | 金杯（東）          |      | 15   | 3    | 03着 | 芝2000m（良） | 2:02.3 | 0.3秒   | 増沢末夫 | 58.5      | 538         | ドロッポロード         |
|        | 02.    | 22     | 中山   | スプリンターズS     |      | 10   | 3    | 03着 | 芝1200m（稍） | 1:10.6 | 1.1秒   | 増沢末夫 | 58        | 542         | サクラシンゲキ         |
|        | 03.    | 08     | 中山   | 中山記念            |      | 10   | 2    | 05着 | 芝1800m（良） | 1:51.0 | 0.6秒   | 増沢末夫 | 57        | 536         | キタノリキオー         |
|        | 05.    | 23     | 東京   | ニュージーランドT   |      | 11   | 4    | 07着 | 芝1800m（良） | 1:50.3 | 1.4秒   | 増沢末夫 | 60        | 534         | ハーバーシャレード     |
|        | 06.    | 24     | 福島   | 地方競馬招待        |      | 12   | 1    | 01着 | 芝1800m（重） | 1:50.2 | アタマ  | 増沢末夫 | 57        | 540         | グレートシンザン       |
|        | 07.    | 05     | 福島   | 七夕賞              |      | 11   | 1    | 08着 | 芝2000m（重） | 2:06.6 | 1.2秒   | 郷原洋行 | 59        | 538         | ビゼンセイリュウ       |
|        | 10.    | 11     | 福島   | 福島民友C           |      | 9    | 1    | 09着 | 芝2000m（良） | 2:03.9 | 3.1秒   | 増沢末夫 | 59        | 546         | ノーベルダンサー       |
|        | 11.    | 22     | 福島   | 福島記念            |      | 11   | 2    | 04着 | 芝2000m（良） | 2:02.3 | 0.4秒   | 増沢末夫 | 59        | 548         | フジマドンナ           |
|        | 12.    | 20     | 中山   | 有馬記念            |      | 16   | 15   | 12着 | 芝2500m（良） | 2:38.4 | 2.9秒   | 増沢末夫 | 56        | 548         | アンバーシャダイ       |
| 1982.  | 01.    | 05     | 中山   | 金杯（東）          |      | 16   | 9    | 12着 | 芝2000m（不） | 2:06.4 | 2.0秒   | 仁平健二 | 59        | 544         | エイティトウショウ     |
|        | 01.    | 31     | 東京   | オープン            |      | 6    | 3    | 01着 | ダ1700m（良） | 1:43.6 | クビ    | 増沢末夫 | 60        | 544         | （キタノリキオー）     |
|        | 02.    | 28     | 中山   | スプリンターズS     |      | 9    | 6    | 05着 | 芝1200m（良） | 1:09.7 | 0.7秒   | 増沢末夫 | 59        | 544         | ブロケード             |
|        | 03.    | 14     | 中山   | 中山記念            |      | 14   | 6    | 14着 | 芝1800m（稍） | 1:50.8 | 1.5秒   | 増沢末夫 | 58        | 540         | エイティトウショウ     |
|        | 12.    | 25     | 中山   | オープン            |      | 10   | 9    | 06着 | 芝1600m（良） | 1:36.9 | 1.3秒   | 増沢末夫 | 57        | 568         | タケノハッピー         |
| 1983.  | 01.    | 13     | 中山   | ニューイヤーS       |      | 8    | 4    | 02着 | ダ1200m（良） | 1:09.7 | 0.0秒   | 増沢末夫 | 58        | 568         | グローリィセンプー     |
|        | 02.    | 13     | 東京   | アメジストS         |      | 9    | 1    | 01着 | ダ1400m（良） | 1:24.7 | アタマ  | 増沢末夫 | 58.5      | 568         | （ニシノエトランゼ）   |
|        | 05.    | 01     | 東京   | 京王杯スプリングH   |      | 12   | 11   | 10着 | 芝1400m（良） | 1:24.8 | 1.9秒   | 国兼正浩 | 58        | 570         | イーストボーイ         |
|        | 06.    | 05     | 阪神   | 宝塚記念            |      | 13   | 12   | 13着 | 芝2200m（良） | 2:15.6 | 3.5秒   | 増沢末夫 | 56        | 562         | ハギノカムイオー       |
|        | 07.    | 03     | 札幌   | 札幌記念            |      | 16   | 2    | 07着 | ダ2000m（良） | 2:07.9 | 2.9秒   | 増沢末夫 | 58        | 574         | オーバーレインボー     |
|        | 07.    | 24     | 札幌   | 短距離S             |      | 12   | 1    | 01着 | ダ1200m（良） | 1:12.2 | 3身     | 増田久   | 57        | 568         | （カネデントーショー） |
|        | 08.    | 21     | 函館   | 函館記念            |      | 13   | 4    | 13着 | 芝2000m（不） | 2:16.7 | 12.2秒  | 増田久   | 57        | 560         | ドウカンヤシマ         |
|        | 09.    | 11     | 函館   | UHB杯               |      | 6    | 3    | 05着 | 芝1700m（稍） | 1:49.5 | 2.4秒   | 増田久   | 60        | 554         | シーハスラー           |
|        | 10.    | 01     | 中山   | オータムスプリントS |      | 8    | 6    | 08着 | 芝1200m（良） | 1:10.2 | 1.1秒   | 中島啓之 | 58        | 544         | ホスピタリテイ         |
|        | 12.    | 24     | 中山   | オープン            |      | 14   | 12   | 12着 | 芝1600m（良） | 1:35.4 | 0.9秒   | 中島啓之 | 59        | 562         | ロバリアアモン         |
| 1984.  | 02.    | 05     | 東京   | 東京新聞杯          | GIII | 15   | 14   | 15着 | 芝1600m（稍） | 1:40.0 | 2.4秒   | 仁平健二 | 60        | 566         | シンボリヨーク         |
|        | 02.    | 18     | 東京   | フェブラリーH       | GIII | 17   | 3    | 07着 | ダ1600m（不） | 1:41.6 | 1.5秒   | 増沢末夫 | 56        | 562         | ロバリアアモン         |

1. 1984年より競走格付けにグレード制導入。競走名太字は八大競走およびグランプリ競走。
2. 競走名：S＝ステークス、H＝ハンデキャップ、C＝カップ、T＝トロフィーの略。

## 血統表
| ハワイアンイメージの血統ハイペリオン系 / Blenheim (His Grace) 5×4×5=12.50%、Hyperion4×5=9.38%、Selene5×5=6.25%〈父内〉） | ハワイアンイメージの血統ハイペリオン系 / Blenheim (His Grace) 5×4×5=12.50%、Hyperion4×5=9.38%、Selene5×5=6.25%〈父内〉） | ハワイアンイメージの血統ハイペリオン系 / Blenheim (His Grace) 5×4×5=12.50%、Hyperion4×5=9.38%、Selene5×5=6.25%〈父内〉） | （血統表の出典）         | （血統表の出典）  |
| 父 *ファーザーズイメージ Fathers Image 1963 栗毛                                                                         | 父の父Swaps 1952 栗毛 | Khaled | Hyperion                 | Hyperion          |
| 父 *ファーザーズイメージ Fathers Image 1963 栗毛                                                                         | 父の父Swaps 1952 栗毛 | Khaled | Eclair                   |                   |
| 父 *ファーザーズイメージ Fathers Image 1963 栗毛                                                                         | 父の父Swaps 1952 栗毛 | Iron Reward | Beau Pere                | Beau Pere         |
| 父 *ファーザーズイメージ Fathers Image 1963 栗毛                                                                         | 父の父Swaps 1952 栗毛 | Iron Reward | Iron Maiden              |                   |
| 父 *ファーザーズイメージ Fathers Image 1963 栗毛                                                                         | 父の母Cosmah 1953 鹿毛                                                                                                   | Cosmic Bomb | Pharamond                | Pharamond         |
| 父 *ファーザーズイメージ Fathers Image 1963 栗毛                                                                         | 父の母Cosmah 1953 鹿毛                                                                                                   | Cosmic Bomb | Banish Fear              |                   |
| 父 *ファーザーズイメージ Fathers Image 1963 栗毛                                                                         | 父の母Cosmah 1953 鹿毛                                                                                                   | Almahmoud | Mahmoud                  | Mahmoud           |
| 父 *ファーザーズイメージ Fathers Image 1963 栗毛                                                                         | 父の母Cosmah 1953 鹿毛                                                                                                   | Almahmoud | Arbitrator               |                   |
| 母 *ハワイアンドーン Hawaiian Dawn 1969 黒鹿毛                                                                           | 母の父*カウアイキング Kauai King 1963 黒鹿毛                                                                             | Native Dancer | Polynesian               | Polynesian        |
| 母 *ハワイアンドーン Hawaiian Dawn 1969 黒鹿毛                                                                           | 母の父*カウアイキング Kauai King 1963 黒鹿毛                                                                             | Native Dancer | Geisha                   |                   |
| 母 *ハワイアンドーン Hawaiian Dawn 1969 黒鹿毛                                                                           | 母の父*カウアイキング Kauai King 1963 黒鹿毛                                                                             | Sweep In | Blenheim                 | Blenheim          |
| 母 *ハワイアンドーン Hawaiian Dawn 1969 黒鹿毛                                                                           | 母の父*カウアイキング Kauai King 1963 黒鹿毛                                                                             | Sweep In | Sweepesta                |                   |
| 母 *ハワイアンドーン Hawaiian Dawn 1969 黒鹿毛                                                                           | 母の母Irish Chorus 1960 鹿毛                                                                                             | Ossian | Royal Charger            | Royal Charger     |
| 母 *ハワイアンドーン Hawaiian Dawn 1969 黒鹿毛                                                                           | 母の母Irish Chorus 1960 鹿毛                                                                                             | Ossian | Prudent Polly            |                   |
| 母 *ハワイアンドーン Hawaiian Dawn 1969 黒鹿毛                                                                           | 母の母Irish Chorus 1960 鹿毛                                                                                             | Dawn Chorus | *ライジングライト        | *ライジングライト |
| 母 *ハワイアンドーン Hawaiian Dawn 1969 黒鹿毛                                                                           | 母の母Irish Chorus 1960 鹿毛                                                                                             | Dawn Chorus | Duke's Delight F-No.14-f |                   |